# مانجاری فاندیس
مانجاری فاندیس (انگلیسی: Manjari Fadnis؛ زادهٔ ۱۰ ژوئیهٔ ۱۹۸۸) مدل، و هنرپیشه اهل هند است.
مانجاری در سال ۲۰۰۸ با بازی در سریال اگه بدونی یا نه شناخته شد. آقای تقلب فیلم دیگریست که او در آن نقش آفرینی کرده‌است.
او همچنین در فیلم‌های اگه می‌تونی منو متوقف کن، زوککومن و کسی که باید عاشقش باشم بازی کرده‌است.

## زندگی‌نامه
مانجاری در ساغر متولد شد و در بمبئی دوران نوجوانی و جوانی‌اش را گذراند. پدرش در ارتش هند کار می‌کرد و از این رو، به دلیل شغل پدرش، در سراسر کشور سفر می‌کردند. او نقش‌های مختلفی را در فیلم‌هایی به گویش‌های مختلف مانند تامیل، بنگالی، هندی و کانادا بازی کرده‌است. مانجاری متعلق به خانواده‌ای است که هیچ‌کدام در صنعت فیلم سابقه‌ای ندارند. با این حال مانجاری در سال ۲۰۰۴ به بالیوود وارد شد.